# Septmoncel
Septmoncel – miejscowość i dawna gmina we Francji, w regionie Burgundia-Franche-Comté, w departamencie Jura. W 2013 roku populacja gminy wynosiła 704 mieszkańców. 
W dniu 1 stycznia 2017 roku z połączenia dwóch ówczesnych gmin – Septmoncel oraz Les Molunes – utworzono nową gminę Septmoncel-les-Molunes. Siedzibą gminy została miejscowość Septmoncel. 